# Олимпийский комитет Пуэрто-Рико
Олимпийский комитет Пуэрто-Рико (исп. Comité Olímpico de Puerto Rico; уникальный код МОК — PUR) — организация, представляющая Пуэрто-Рико в международном олимпийском движении. Штаб-квартира расположена в Сан-Хуане. Комитет основан в 1948 году, в том же году был принят в МОК, является членом ПАСО, организует участие спортсменов из Пуэрто-Рико в Олимпийских, Панамериканских играх и других международных соревнованиях.